# Prušánky
Prušánky (en allemand : Pruschanek) est une commune du district de Hodonín, dans la région de Moravie-du-Sud, en Tchéquie. Sa population s'élevait à 2 230 habitants en 2020.

## Géographie
Prušánky se trouve à 11 km à l'ouest-sud-ouest de Hodonín, à 50 km au sud-est de Brno et à 231 km au sud-est de Prague.
La commune est limitée par Čejkovice, Nový Poddvorov et Starý Poddvorov au nord, par Josefov à l'est, par Moravská Nová Ves et Hrušky au sud, et par Moravský Žižkov à l'ouest.

## Histoire
La première mention écrite de la localité date de 1261.